# Resolução 304 do Conselho de Segurança das Nações Unidas
Resolução 304 do Conselho de Segurança das Nações Unidas foi adotada por unanimidade em 8 de dezembro de 1971. Depois de examinar o pedido dos Emirados Árabes Unidos para adesão às Nações Unidas, o Conselho recomendou à Assembleia Geral que os Emirados Árabes Unidos fossem admitidos.